# Parangitia centrochalca
Parangitia centrochalca är en fjärilsart som beskrevs av Dyar 1914. Parangitia centrochalca ingår i släktet Parangitia och familjen nattflyn. Inga underarter finns listade i Catalogue of Life.